# Capi di Governo dell'Oman
I capi di governo dell'Oman dal 1970 sono i seguenti. 
Il ruolo principale del Capo del Governo (che è nominato dal Sultano) è presiedere la riunione del gabinetto in assenza del Sultano. 
Tradizionalmente, i Sultani hanno nominato diversi Capi del Governo che hanno prestato servizio contemporaneamente. 

## Lista
| Capo di Governo          | Capo di Governo                | Mandato         | Mandato           | Sultano                    |
| Capo di Governo          | Capo di Governo                | Inizio          | Fine              | Sultano                    |
| ------------------------ | ------------------------------ | --------------- | ----------------- | -------------------------- |
|                          | Tariq bin Taimur Al Said       | 1970            | 23 giugno 1972    | Saʿīd ibn Taymūr           |
| Qābūs bin Saʿīd Āl Saʿīd | Tariq bin Taimur Al Said       | 1970            | 23 giugno 1972    |                            |
|                          | Fahd bin Mahmoud al Said       | 23 giugno 1972  | 10 gennaio 2020   |                            |
|                          | Fahr bin Taimur al Said        | 1976            | 2 dicembre 1996   |                            |
|                          | Qais Bin Abdul Munim Al Zawawi | 1982            | 11 settembre 1995 |                            |
|                          | Thuwaini bin Shihab al Said    | 1984            | 26 giugno 2010    |                            |
|                          | Asa'ad bin Tariq               | 2 marzo 2017    | 10 gennaio 2020   |                            |
|                          | Fahd bin Mahmoud al Said       | 10 gennaio 2020 | in carica         | Haytham bin Tariq Al Sa'id |
|                          | Asa'ad bin Tariq               | 10 gennaio 2020 | in carica         | Haytham bin Tariq Al Sa'id |
|                          | Shihab bin Tariq               | 9 marzo 2020    | in carica         | Haytham bin Tariq Al Sa'id |